# Lidija Ałfiejewa
Lidija Mykołajiwna Ałfiejewa (ukr. Лідія Миколаївна Алфєєва, ros. Лидия Николаевна Алфеева, Lidija Nikołajewna Ałfiejewa; ur. 17 stycznia 1946 w  Dniepropetrowsku, zm. 18 kwietnia 2022) – ukraińska lekkoatletka reprezentująca Związek Radziecki, specjalistka skoku w dal, brązowa medalistka olimpijska z 1976 roku.
Zajęła 6. miejsce w skoku w dal podczas XI Mistrzostw Europy w 1974 roku w Rzymie.
Zdobyła srebrny medal VI Halowych Mistrzostw Europy w 1975 w Katowicach w tej konkurencji, za Doriną Cătineanu z Rumunii. Podczas tych samych mistrzostw startowała również w biegu na 60 metrów, ale odpadła w półfinale. Zwyciężyła w skoku w dal podczas następnych, VII Halowych Mistrzostw Europy w 1976 roku w Monachium.
Zdobyła brązowy medal w skoku w dal podczas XXI Letnich Igrzysk Olimpijskich w 1976 roku w Montrealu, za Angelą Voigt z Niemiec Wschodnich i Kathy McMillan ze Stanów Zjednoczonych. Odpadła w kwalifikacjach podczas XII Mistrzostw Europy w 1978 roku w Pradze.
Podczas XXII Letnich Igrzysk Olimpijskich w 1980 roku w Moskwie uzyskała najlepszy rezultat w kwalifikacjach (6,78 m), a w finale zajęła 8. miejsce z wynikiem 6,71 m.
Lidija Ałfiejewa była mistrzynią Związku Radzieckiego w skoku w dal w latach 1974–1976, a także halową mistrzynią w skoku w dal w 1975 i 1976 roku.
Rekordy życiowe Lidiji Ałfiejewej:
| Konkurencja | Data i miejsce          | Wynik  |
| ----------- | ----------------------- | ------ |
| skok w dal  | 12 czerwca 1980, Moskwa | 6,84 m |